# Obrium beckeri
Obrium beckeri är en skalbaggsart som beskrevs av Knull 1962. Obrium beckeri ingår i släktet Obrium och familjen långhorningar. Inga underarter finns listade i Catalogue of Life.